# 科夫克里克鎮區 (阿肯色州華盛頓縣)
科夫克里克鎮區（英語：Cove Creek Township）是位於美國阿肯色州華盛頓縣的一個行政鎮區。

## 地方資料
科夫克里克鎮區的面積為118.46平方千米，當中陸地面積為118.12平方千米，而水域面積為0.34平方千米。根據2010年美國人口普查的數據，當地共有人口715人，而人口密度為每平方千米6.04人。